# Lo irremediable
Lo irremediable es uno de los volúmenes de cuentos más famosos de la escritora mexicana María Enriqueta Camarillo, publicado en 1927. El volumen está conformado por diecinueve relatos que tratan de la resignación del ser humano ante su destino. Fue publicado en 1927 y constituye, junto a su otro libro de cuentos, Enigma y símbolo, la creación que mejor representa los avatares de la vida de las mujeres, en un momento en que la literatura femenina clamaba por un lugar propio dentro del canon universal. Lo irremediable es de un tono pesimista y “convoca a una serie de personajes, protagonistas de hechos infelices o desgraciados, que desde el principio del relato están abocados a padecerlos.”

## Historia editorial del volumen
El libro fue publicado en 1927 por la editorial Espasa-Calpe en la Colección Contemporánea. De los diecinueve relatos algunos habían aparecido anteriormente en algunas de las más relevantes publicaciones periódicas mexicanas como la Revista Azul ("El maestro Floriani", publicado en 1895) y El Universal Ilustrado ("Octavio y su secreto", aparecido en 1922). Algunos fueron concebidos en Washington (“Octavio y su secreto”, “Bibí”, “Primera pena de amor. De las memorias de Filomena”, “La lotería de la tía Clemencia”, “La viuda”, “De paso” y “En el jardín de Valentina”), Madrid (“Leal”, “El tesoro de Irene”, “Soledad y los gitanos”, “Tales fueron sus confidencias...”, “Lo irremediable” y “La nube”), Lausana (“La primavera de María” y “El enterrador”) y México (“Viajero que vuelve... a partir”, “El Maestro Floriani”, “Una carta romántica” y “Viajando”), tal y como lo indica la referencia a la ciudad al término de cada cuento. 

## Contenido
Está compuesto por diecinueve cuentos ordenados como sigue:
- “Octavio y su secreto”
- “Leal”
- “El tesoro de Irene”
- “Bibí”
- “Soledad y los gitanos”
- “Tales fueron sus confidencias...”
- “Primera pena de amor”
- “La lotería de la tía Clemencia”
- “La viuda”, “De paso”
- “La primavera de María”
- “Viajero que vuelve... a partir”
- “El Maestro Floriani”
- “Una carta romántica”
- “Lo irremediable”
- “La nube”
- “El enterrador”
- “Viajando”
- “En el jardín de Valentina”.

## Comentario y análisis general del libro
La frustración y el fracaso en la vida es el tema general que atraviesa las páginas de este libro de cuentos. Anunciado desde su título, Lo irremediable, el pesimismo en que se hallan sumidos los personajes de las narraciones no pueden escapar a la fatalidad del destino. A medio camino entre el romanticismo y el modernismo, la autora crea relatos de gran valor estilístico donde abundan los temas relativos a la separación, el amor frustrado, la imposibilidad del ser ante el destino prefijado, la angustia ante la imposibilidad de escapar a ese destino.

El tema del amor frustrado se presenta en cuentos como "Primera pena de amor", donde dos niños enamorados se ven obligados a separarse a causa de la mudanza de Mauricio, el niño del cuento. El relato es narrado desde la perspectiva de la niña que recibe cartas de amor de su amado Mauricio, pero sin referencia de remitente, por lo que se ve impedida de responder a las misivas, hasta que un día Mauricio desiste y cesa de escribirle.
"Abrí el sobre precipitadamente, no ya para leer sus frases de afecto, sino sólo para buscar el nombre y el número de aquella calle de Cádiz que había llegado a ser una obsesión para mí; pero, ¡ay! con profundo desconsuelo vi que aquel nombre y aquel número no venían tampoco en esa carta..."
En el cuento "El maestro Floriani" también se aborda el tema de la separación. En este caso se trata de un cuento que tiene mucho de autobiográfico pues es creado a partir de un pasaje en la vida de la escritora. Se trata del momento en que estudiaba en el Conservatorio Nacional de Música, cuando su maestro de piano, descrito como el profesor ideal en esta narración, acepta un puesto en un conservatorio parisino que lo llevan a separarse definitivamente de sus alumnos. Al respecto señala la investigadora Soltero Sánchez:
Lo más interesante del relato es la inversión de las anécdotas de la vida real por las de la ficción, siendo éstas últimas trasunto de las que se dieron en la existencia de la escritora. El personaje principal, además del maestro Floriani, es Juan -estudiante de piano como María Enriqueta-, nombre con el que la mexicana firmó sus primeros versos.
En realidad es la propia María Enriqueta la que se ve obligada a salir del país luego de contraer nupcias con Carlos Pereyra, lo que la obligaba a visitar las embajadas mexicanas en  diferentes países.
Algunos de los cuentos plantean la imposibilidad de actuación en la vida porque el destino tienden a frustrar las esperanzas, como es el caso de “Octavio y su secreto”, “Leal”, “El tesoro de Irene”, “Soledad y los gitanos”, ”La nube”, “El enterrador” o "Bibí". En este último se nos presenta la delicadeza de un canario que encarna el recuerdo de una esposa muerta, se convierte en su sustituto y su esposo se niega a separarse del pajarito.  

En otras narraciones son los propios protagonistas los que niegan la posibilidad de felicidad y se cierran al mundo. En el cuento que da nombre al volumen, "Lo irremediable", como en todos los relatos, la narradora es una voz femenina. Es, quizás, uno de los cuentos más pesimistas de la compilación. En un tranvía un hombre corcovado le cede el asiento a una pareja para no sentir que se interpone entre ellos. Dialoga con la narradora-protagonista de la historia y le explica que el motivo que lo lleva a ese acto es la fatalidad a la que está destinado pues los jorobados tienen "mala sombre", dice.
Llevo la mala sombra a todas partes. Donde pongo la mano, la hierba se seca... Es irremediable, ¡irremediable... como mi joroba! Ya ve usted: hay muchos ciegos que obtienen cura; algunos cojos vuelven a marchar tan bien como los soldados; las fiebres, ceden;el tísico se alivia y hasta sana; la locura puede dar paso nuevamente a la razón... pero la corcova... ¡es irremediable! ¿Lo entiende usted bien? ¡Irremediable!...
Esa misma marca fatal lleva a la narradora protagonista a asumir que le será imposible encontrar el amor, porque su destino es irremediable. Se niega la posibilidad de esperar o buscar, se lanza a la desesperanza creyendo de antemano que no tendrá remedio su destino. 

## Recepción crítica
Numerosos críticos e investigadores literarios atendieron a la obra de esta reconocida escritora feminista. Valentín Gutiérrez Solana dijo al respecto de su obra:
María Enriqueta, al escribir Lo irremediable, emplea su tiempo y ese grandísimo talento que Dios le dió, en esculpir, con un esmero que llega a la perfección, multitud de figuras trabajadas con exquisita porcelana; toma a una de ellas por la cintura, la levanta en alto, bien alto para que toda la Humanidad la vea [...]
Láureo de Campos fue uno de los primeros críticos que tuvo la autora y expresó su opinión sobre el pesimismo de las narraciones a propósito de la primera edición en 1927 de Lo irremediable:
Todos ellos [refiriéndose a los cuentos] tienen un lugar común, nostálgico unas veces, doloroso otras, pero siempre inesperado y sentimental, que estéticamente los iguala entre sí [...] Sin embargo, ninguno de estos cuentos infunde el desaliento morboso que llevan emparejado las narraciones que por pesimismo terminan muy mal. Muy al contrario, de cada caso que cuenta María Enriqueta recoge el lector una grata impresión de melancolía que le hace sentir más dulcemente las adversidades de la vida vulgar.
Sin embargo, eran pocas las referencias en publicaciones periódicas que daban cuenta de la extensa producción de esta escritora mexicana. Si bien existen trabajos panorámicos, no se conoce uno monográfico sobre este volumen de cuentos que clama por una investigación exhaustiva que coloque a Camarillo dentro del canon de las cuentistas hispanoamericanas de la primera mitad del siglo XX. Hasta el momento el trabajo más abarcador sobre su producción cuentística en general se debe a Evangelina Soltero Sánchez, ya citada en esta entrada. De fecha más reciente, el importante trabajo de Liliana Pedroza donde rescata a cuentistas mexicanas olvidadas, incluye a María Enriqueta Camarillo dentro de un corpus de mujeres narradoras que intenta legitimar la escritura femenina dentro de un contexto patriarcal que ha infravalorado la creación de mujeres.